# 哆啦A夢 (1979年電視動畫)
動漫主題－電子遊戲主題－ACG專題－模板說明
《多啦A夢》（中国大陆旧译，香港旧译，台湾旧译）是一部改编自藤子·F·不二雄同名漫畫作品的日本動畫，本條目所述的是朝日電視台由1979年至2005年播映的版本，全1787話（包含特別篇故事則為1814話）。此版本中長期擔演多啦A夢的配音員為大山羨代，故又稱大山羨代版，通稱「大山版」或大山羨代時期、Ōyama Edition（英語直譯）。
本作實際上是《多啦A夢》第二度動畫化的作品（參考：1973年日視版 )。若連同日視版一併考慮，本作於製作歷史上可稱為「動畫第2作第1期」或「朝日電視台《多啦A夢》第一版動畫」。2005年4月起播映至今的系列為本作的後續作品（通稱「水田版」），但世界觀和人物設定等略有不同。

## 背景
自1973年9月30日，日本電視台忽然宣告停止播放六年後，1979年4月2日終於在朝日電視台重新再度於螢光幕上播出《哆啦A夢》。初期是每週一到週五以十分鐘的小節目由朝日電視台的關東在地電台開始放送。1979年4月8日之後才正式順次由朝日電視台全國聯播網各成員電視台播放，時間是在每週日上午8時30分以每次30分鐘的動畫節目播放。
而這個版本又因製作群、聲優和畫風的不同，分為兩個時期，本文指大山羨代時期，新時期參見水田山葵時期的介紹。水田山葵版由楠葉宏三總監督執導，製作公司是由東映動畫所獨立出來的「SHIN-EI動畫」（/，Shinei）（新鋭動畫株式會社）所擔任。

## 日本當地播出時間
- 1979年4月2日～1981年9月26日：周一至五18:50～19:00
- 1979年4月8日～1980年3月30日：周日08:30～09:00
- 1980年4月6日～1981年9月27日：周日09:30～10:00
- 1981年10月2日～1987年10月9日：周五19:00～19:30
- 1987年10月23日～1989年3月31日：周五18:50～19:20
- 1989年4月14日～2005年3月25日：周五19:00～19:30

## 主題曲及片尾曲
片頭曲
|   | 歌曲                | 歌手       | 作詞   | 作曲       | 編曲     | 播放日期                     |
| - | ------------------- | ---------- | ------ | ---------- | -------- | ---------------------------- |
| 1 | 「」（哆啦A夢之歌） | 大杉久美子 | 楠部工 | 菊池俊輔   | 菊池俊輔 | 1979年4月2日－1992年10月2日  |
| 2 | 「」（哆啦A夢之歌） | 山野智子   | 楠部工 | 菊池俊輔   | 菊池俊輔 | 1992年10月9日－2002年9月20日 |
| 3 | 「」（哆啦A夢之歌） | 東京布丁   | 楠部工 | 作菊池俊輔 | 岩戶崇   | 2002年10月4日－2003年4月11日 |
| 4 | 「」（哆啦A夢之歌） | 渡邊美里   | 楠部工 | 菊池俊輔   | 金子隆博 | 2003年4月18日－2004年4月23日 |
| 5 | 「」（哆啦A夢之歌） | AJI        | 楠部工 | 菊池俊輔   | 橘哲夫   | 2004年4月30日－2005年3月18日 |

週一至週五的10分鐘節目：
|   | 歌曲                | 歌手       | 作詞          | 作曲     | 編曲     | 播放日期                     |
| - | ------------------- | ---------- | ------------- | -------- | -------- | ---------------------------- |
| 1 | 「」（哆啦A夢之歌） | 大杉久美子 | 楠部工        | 菊池俊輔 | 菊池俊輔 | 1979年4月2日－1979年9月29日  |
| 2 | 「」（我是哆啦A夢） | 大山羨代、 | 藤子·F·不二雄 | 菊池俊輔 | 菊池俊輔 | 1979年10月1日－1981年9月26日 |

片尾曲
|    | 歌曲                       | 歌手       | 作詞          | 作曲     | 編曲       | 播放日期                       |
| -- | -------------------------- | ---------- | ------------- | -------- | ---------- | ------------------------------ |
| 1  | 「」（藍色的天空是口袋喲） | 大杉久美子 |               |          |            | 1979年4月8日－1981年9月27日    |
| 2  | 「」                       | 大山羨代   |               |          |            | 1981年10月2日－1984年3月30日   |
| 3  | 「」                       | 大山羨代   |               |          |            | 1983年11月18日－1983年12月30日 |
| 4  | 「」（我們是地球人）       | 堀江美都子 |               |          |            | 1984年4月6日－1988年4月8日     |
| 5  | 「」                       | 堀江美都子 |               |          |            | 1988年4月15日－1992年10月2日   |
| 6  | 「」                       | 西脇唯     |               |          |            | 1992年10月9日－1995年4月7日    |
| 7  | 「」（我是哆啦A夢2112）    | 大山羨代、 | 藤子·F·不二雄 | 菊池俊輔 | 菊池俊輔   | 1995年4月14日－2002年9月20日   |
| 8  | 「」 (直到重逢的那天)      |            | 北川悠仁      | 北川悠仁 | 、寺岡呼人 | 2002年10月4日－2003年4月11日   |
| 9  | 「」（蒲公英之詩）         | THE ALFEE  |               |          |            | 2003年4月18日－2003年10月4日   |
| 10 | 「」(YUME日和)             | 島谷瞳     | 小幡英之      | 宮崎步   | 宗像仁志   | 2003年10月10日 - 2004年5月28日 |
| 11 | 「」（啊～真好呀！）       | W          |               |          |            | 2004年6月4日－2005年3月18日    |

## 外部連結
- ドラえもんチャンネル - 藤子プロ・小学館が運営する公式ホームページ
- YouTube上的ドラえもんチャンネル頻道
- テレビ朝日「ドラえもん」公式サイト（页面存档备份，存于）
- 映画ドラえもん公式サイト（页面存档备份，存于）
- ドラえもんズベル - 公式オンラインショップ
- ドラえもんプラネット（页面存档备份，存于）（スマートフォンのみ）
- 互联网电影数据库（IMDb）上《哆啦A夢(1979)》的资料（英文）
- 时光网上《哆啦A夢(1979)》的資料（简体中文）
- 豆瓣电影上《哆啦A夢(1979)》的資料 （简体中文）